# Communauté de communes Rumilly Terre de Savoie
La Communauté de communes Rumilly Terre de Savoie, anciennement nommée Communauté de communes du Canton de Rumilly, est une communauté de communes française du département de la Haute-Savoie.

## Historique
La communauté de communes a été créée par arrêté préfectoral du 22 décembre 1999 qui a pris effet le 1er janvier 2000.
La commune de Marigny-Saint-Marcel adhère à la communauté de communes le 1er janvier 2005.
Le 1er janvier 2019, les communes de Vallières et Val-de-Fier fusionnent pour donner naissance à la commune nouvelle de Vallières-sur-Fier, réduisant à 17 le nombre de communes associées.

## Territoire communautaire

### Géographie
Proche des lacs d'Annecy et du Bourget, la communauté de communes est un bassin de basse altitude (de 292 mètres sur la commune de Val-de-Fier à 1 044 mètres sur la commune de Moye), encadré par deux massifs montagneux : le prolongement du Jura à l'Ouest (La Montagne des Princes et le Mont Clergeon) et les premiers contreforts des Alpes à l'Est (le Semnoz et le Mont Revard).
Le territoire est traversé par les rivières du Chéran et du Fier. Le Chéran prend sa source dans le Parc naturel régional du massif des Bauges, dans la commune de Verrens-Arvey en Savoie. Il se jette dans le Fier, affluent de la rive gauche du Rhône, qui traverse également le territoire jusqu'au défilé du Val-de-Fier près de la commune de Val-de-Fier.
Il se trouve dans le pays de l'Albanais, situé à cheval sur les départements français de la Savoie et de la Haute-Savoie.
Début 2022, le territoire communautaire compte 9 767 emplois (dont 2 475 emplois industriels, et compte trois zones d'activité économiques : celles de Rumilly Est, Rumilly sud et Rumilly nord.

### Composition
En 2023, la communauté de communes est composée des 17 communes suivantes :

| Nom                  | Code Insee | Gentilé         | Superficie (km2) | Population (dernière pop. légale) | Densité (hab./km2) |
| -------------------- | ---------- | --------------- | ---------------- | --------------------------------- | ------------------ |
| Rumilly (siège)      | 74225      | Rumilliens      | 16,89            | 16 082 (2022)                     | 952                |
| Bloye                | 74035      | Bloyens         | 4,4              | 565 (2022)                        | 128                |
| Boussy               | 74046      | Boussignols     | 5,23             | 511 (2022)                        | 98                 |
| Crempigny-Bonneguête | 74095      | Crempignolains  | 5,82             | 325 (2022)                        | 56                 |
| Étercy               | 74117      | Éterciens       | 4,55             | 976 (2022)                        | 215                |
| Hauteville-sur-Fier  | 74141      | Hautevillois    | 4,9              | 1 074 (2022)                      | 219                |
| Lornay               | 74151      | Lornerains      | 9,65             | 585 (2022)                        | 61                 |
| Marcellaz-Albanais   | 74161      | Marcellaziens   | 14,54            | 1 985 (2022)                      | 137                |
| Marigny-Saint-Marcel | 74165      | Marigniens      | 7,35             | 701 (2022)                        | 95                 |
| Massingy             | 74170      | Massingiens     | 12,34            | 858 (2022)                        | 70                 |
| Moye                 | 74192      | Moyères         | 23,8             | 963 (2022)                        | 40                 |
| Saint-Eusèbe         | 74231      | Saint-Eusébiens | 6,88             | 643 (2022)                        | 93                 |
| Sales                | 74255      | Salésiens       | 9,21             | 2 267 (2022)                      | 246                |
| Thusy                | 74283      | Thusiens        | 10,74            | 1 166 (2022)                      | 109                |
| Vallières-sur-Fier   | 74289      |                 | 19,14            | 2 739 (2022)                      | 143                |
| Vaulx                | 74292      | Vaulxois        | 11,19            | 1 080 (2022)                      | 97                 |
| Versonnex            | 74297      | Versonnexois    | 4,18             | 678 (2022)                        | 162                |

### Démographie
| 1968   | 1975   | 1982   | 1990   | 1999   | 2009   | 2014   | 2020   |
| ------ | ------ | ------ | ------ | ------ | ------ | ------ | ------ |
| 12 795 | 13 880 | 16 807 | 19 637 | 22 799 | 26 800 | 30 032 | 32 618 |

## Organisation

### Siège

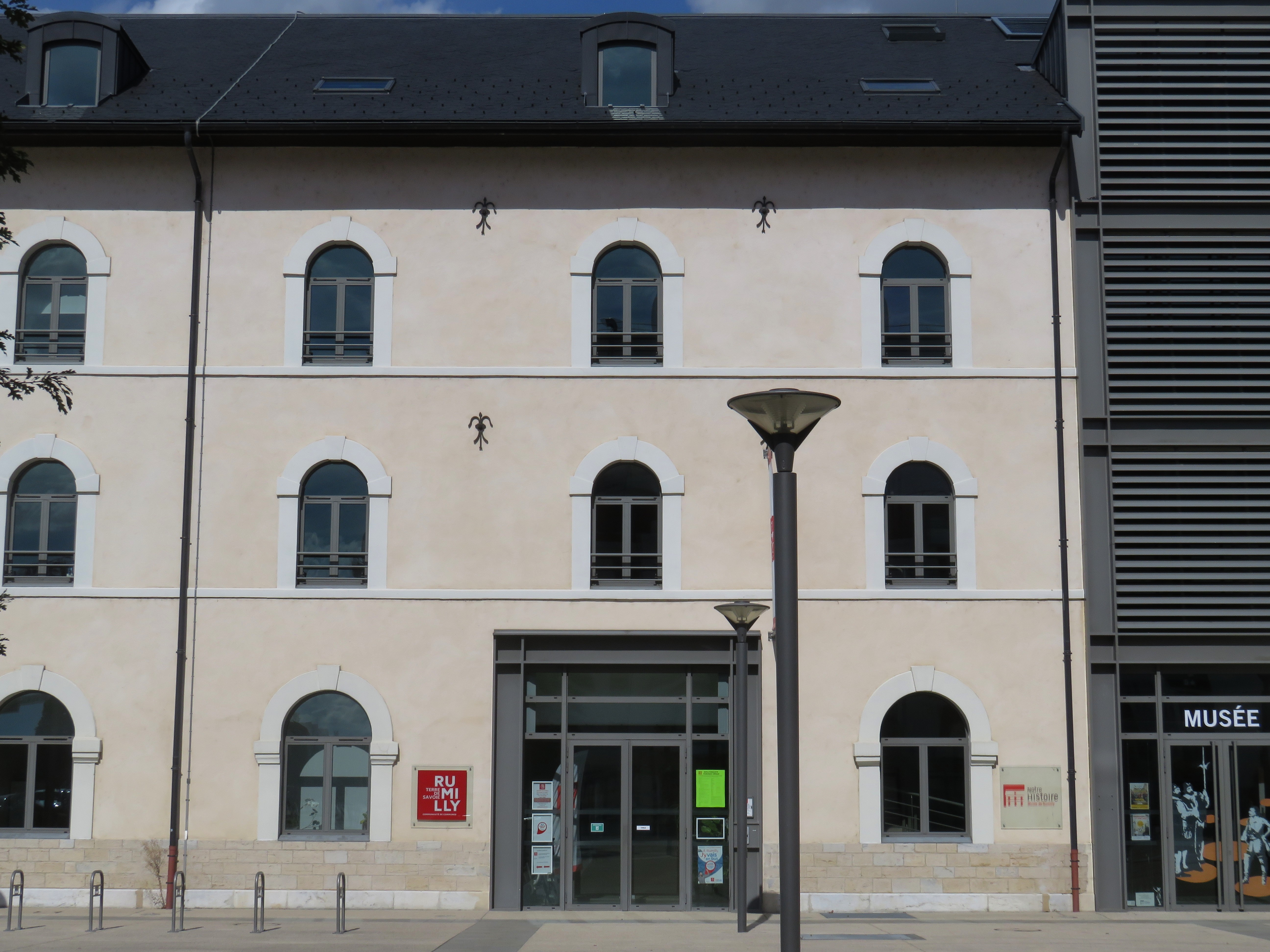
Le siège de l’intercommunalité à Rumilly.

L'intercommunalité a son siège à Rumilly, Bâtiment de la Manufacture

### Élus
La communauté de communes est administrée par son conseil communautaire, composé pour la mandature 2020-2026 de 41  conseillers municipaux représentant chacune des  communes membres et répartis en fonction  de leur population de la manière suivante  : 

- 20 délégués pour Rumilly (16 362 habitants en 2023) ; 

-3 délégués pour Vallières-sur-Fier et Sales (population 2023 comprise entre 2 694 et 2 204 habitants ;

- 2 délégués pour Marcellaz-Albanais (2035 habitants) ;

- 1 délégué ou son suppléant pour les autres communes, dont la population est comprise entre 1 162 et 332 habitants en 2023.
Au terme des  élections municipales de 2020 en Haute-Savoie, le conseil communautaire renouvelé a élu le 15 juillet 2020 son nouveau président, Christian Heison, maire de Rumilly, ainsi que ses 10 vice-présidents.
À la suite d'une crise municipale, de nouvelles élections municipales sont organisées à Rumilly, que Christian Heison perd. N'étant plus conseiller communautaire, il ne peut demeurer président, et le conseil communautaire du 27 novembre 2023 a élu son successeur, François Ravoire, maire de Vallières-sur-Fier, et désigné ses 10 vice-présidents, qui sont : 
1. Christian Dulac, Maire de Rumilly, chargé du développement économique ;
2. Laurence Kennel, maire de Lornay, chargée de l'action sociale, de l'habitat et des gens du voyage ;
3. Serge Deplante, conseiller municipal de Rumilly, chargé de l'eau et de l'assainissement ;
4. Yohann Tranchant, maire de Sales, chargé de la gestion des milieux aquatiques et de la prévention des inondations et de la prévention et de la valorisation des déchets ;
5. Isabelle Vendrasco, maire de Vaulx, chargée de l'aménagement du territoire et de l'urbanisme ;
6. Serge Bernard-Granger, maire-adjoint de Rumilly, chargé des équipements, des infrastructures et du tourisme ;
7. Marie Givel, Maire de Versonnex, chargée des finances et de la prospective ;
8. Béatrice Chauvetet, maire-adjointe de Rumilly ;
9. Roland Lombard, maire  d'Hauteville-sur-Fier, chargé des transports et mobilités ;
10. Jean-Pierre Favre, maire de Marigny-Saint-Marcel, chargé  des ressources humaines, de l'administration générale et de la communication

Le bureau communautaire, dit bureau des maires, instance de débats sur les actions en cours et les projets, est constitué pour la fin de la mandature 2020-2026 du président, des vice-présidents et des maires qui ne sont pas vice-présidents de l'intercommunalité, ainsi que d'un maire-adjoint de Vallières-sur-Fier.

### Liste des présidents
| Période       | Période                         | Identité         | Étiquette | Qualité |
| ------------- | ------------------------------- | ---------------- | --------- | --- |
| 2000          | avril 2008                      | André Feppon     | UMP       | Maire de Rumilly (1989 → 2008) |
| avril 2008    | juillet 2020                    | Pierre Blanc     | DVD       | Maire de Sâles (1995 → 2020) |
| juillet 2020  | novembre 2023                   | Christian Heison | DVD       | Retraité de l'armée de l'air Maire de Moye (2001 → 2020) Maire de Rumilly (2020 → 2023) Conseiller général puis départemental de Rumilly (2008 → 2021) Vice-président du conseil départemental de la Haute-Savoie (2015 → 2021) |
| novembre 2023 | En cours (au 1er décembre 2023) | François Ravoire | DVD       | Maire de Vallières (2008 → 2018) Maire de Vallières-sur-Fier (2019 → ) |

### Compétences
La communauté de communes exerce les compétences qui lui ont été transférées par les communes membres, dans les conditions déterminées par le code général des collectivités territoriales. Il s’agit de : 
- Environnement 
  - La prévention, la collecte et la valorisation des déchets ménagers
  - La gestion de l'eau potable, de l'assainissement collectif et non collectif (mise en place d'un schéma général d'eau potable et d'assainissement sur le territoire)
  - La Gestion des milieux aquatiques et prévention des inondations (GEMAPI)
- La participation à l'élaboration du Contrat Bassin Fier et Lac d'Annecy

- Aménagement de l'espace et urbanisme :
  - La participation à la révision du Schéma de cohérence territorialede l’Albanais
  - L'élaboration du Plan local d'urbanisme intercommunal (PLUi)

- Développement économique et l'emploi ;
  - Gestion de l'ensemble des Zones d’activités économiques (ZAE) du territoire, notamment la construction d'un écoparc tertiaire sur le site de Madrid, à proximité du nouveau collège du Chéran et de la base de loisirs du plan d'eau, sur la zone d'entrée de Rumilly, en provenance d'Alby-sur-Chéran).
  - Partenariat avec le Comité d’Action Economique « Rumilly-Alby Développement » (CAE)
  - Création et gestion d’une bourse de locaux et de foncier disponibles
  - Aide aux créateurs et repreneurs d’entreprises
  - Participation au financement des travaux du Syndicat des énergies et de l’aménagement numérique de la Haute-Savoie (SYANE) pour l’installation de la fibre optique

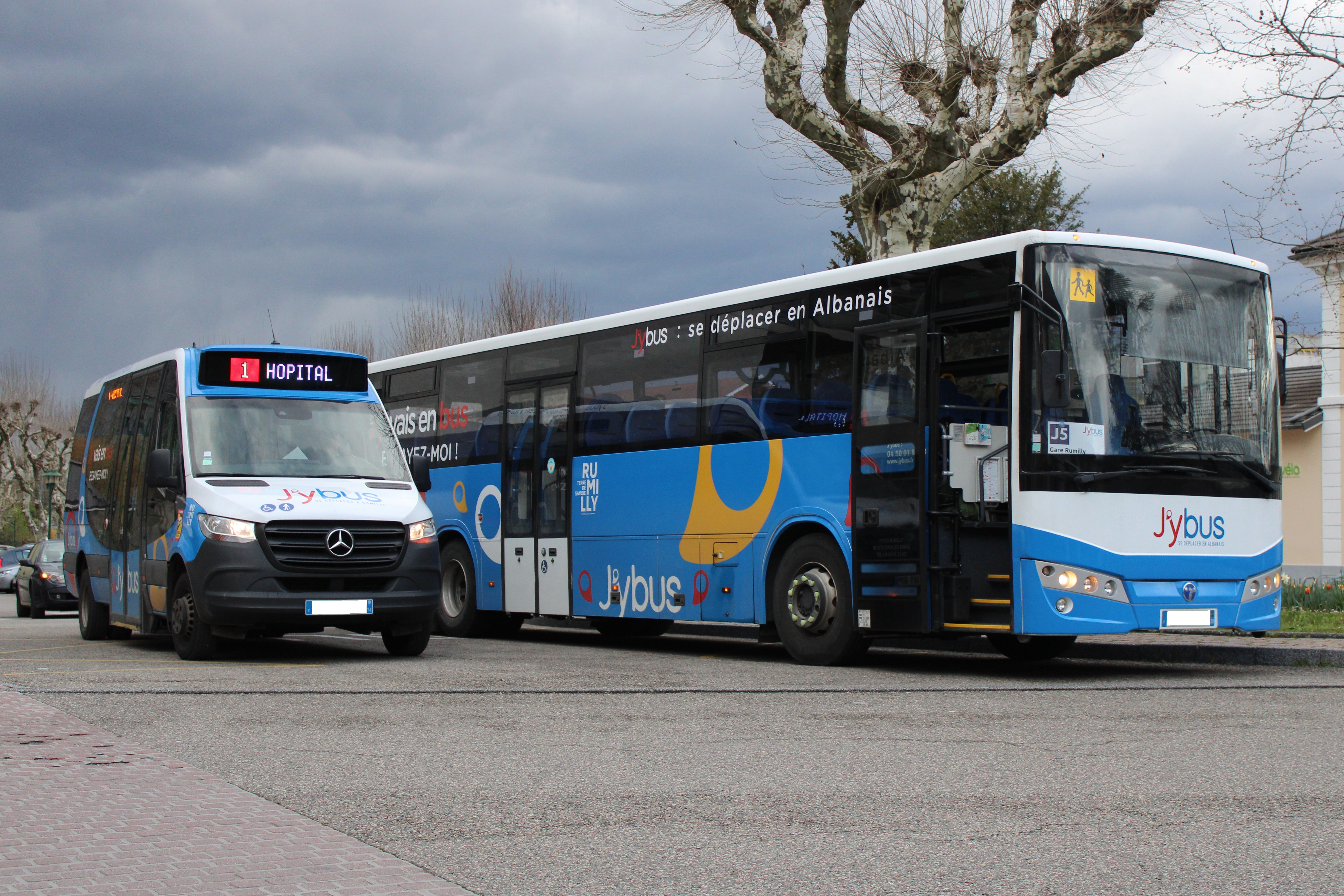
Depuis 2019, la communauté de communes organise le réseau J’ybus, qui dessert la ville de Rumilly et une partie des communes membres de l’intercommunalité.

- Mobilité ;

 Le 14 septembre 2019, la communauté de communes a lancé son réseau de bus urbain, baptisé J'ybus. Exploité par la SIBRA avec cinq minibus de 28 places, il se compose de trois lignes, dont une en transport à la demande, desservant Rumilly. Depuis le 2 janvier 2023, le réseau a été étendu à certaines autres communes de l’intercommunalité avec l’ouverture des lignes J4 et J5, issues de l’intégration des anciennes lignes 32 et 33 du réseau départemental LIHSA, dont la gestion avait été récupérée par la commuanuté de communes depuis le 1er septembre 2018.
- Services à la personne et cadre de vie
  - Gestion d’un Relais assistants maternels et parents (RAM)
  - Aide aux personnes âgées et handicapées par le maintien à domicile : portage de repas à domicile et animations de proximité
  - Accessibilité : plan de mise en accessibilité de la voirie et des espaces publics et des établissements recevant du public
  - Gestion de l'aire d’accueil des gens du voyage
  - Politique en faveur du logement : Programme local de l'habitat (PLH)

- Tourisme, sport et culture : 
  - Promotion touristique du territoire (Office de Tourisme Rumilly Albanais Savoie-Mont-Blanc)
  - Création, balisage et entretien des sentiers de randonnées (pédestre, VTT, équestre)
  - Gestion du gymnase du collège du Chéran à Rumilly (ouvert depuis la rentrée 2018), en partenariat avec la ville de Rumilly et le Conseil départemental de la Haute-Savoie
  - Eveil musical dans les écoles
  - Cinéma de plein air en période estivale
  - Développement de la lecture à domicile pour les personnes âgées ou personnes porteuses d’un handicap

### Régime fiscal et budget
La communauté de communes est un établissement public de coopération intercommunale à fiscalité propre.
Afin de financer l'exercice de ses compétences, l'intercommunalité perçoit la fiscalité professionnelle unique (FPU) – qui a succédé à la taxe professionnelle unique (TPU) – et assure une péréquation de ressources entre les communes résidentielles et celles dotées de zones d'activité.
Elle collecte également la taxe d'enlèvement des ordures ménagères (TEOM), qui finance ce service public.
La structure intercommunale  ne reverse pas de dotation de solidarité communautaire (DSC) à ses communes membres.

### Effectifs
Pour la mise en oeuvre de ses compétences, la communauté emploie début 2022 75 agents

### Identité visuelle
| Logo de la Communauté de communes Rumilly Terre de Savoie | Depuis le 1er janvier 2018, la Communauté de communes du canton de Rumilly a changé de dénomination et s'appelle la Communauté de communes Rumilly Terre de Savoie. À la suite de cette nouvelle appellation, l'intercommunalité s'est dotée d'une nouvelle identité visuelle pour correspondre au mieux à son nouveau positionnement sur le territoire. Les couleurs rouge et blanc rappellent le drapeau des Pays de Savoie, marquant une unité entre les départements de Haute-Savoie et de Savoie, et auquel le territoire s'identifie comme un lieu de passage privilégié. |

## Projets et réalisations
Conformément aux dispositions légales, une communauté de communes a pour objet d'associer des « communes au sein d'un espace de solidarité, en vue de l'élaboration d'un projet commun de développement et d'aménagement de l'espace ».